# Ayuntamiento de Boston
El Ayuntamiento de Boston (Boston City Hall) es la sede del gobierno municipal de Boston, Massachusetts. El edificio, de estilo brutalista, fue inaugurado en 1969, consta de nueve plantas orientadas horizontalmente y fue diseñado por Kallmann McKinnell & Knowles. Está situado en el complejo peatonal de Government Center.

## Gobierno

### Alcalde
Entre los alcaldes de Boston se encuentran: Kevin H. White (1968–1984); Raymond L. Flynn (1984–1993); y Thomas M. Menino (1993 – 2014).
La actual alcaldesa es Michelle Wu

## Galería

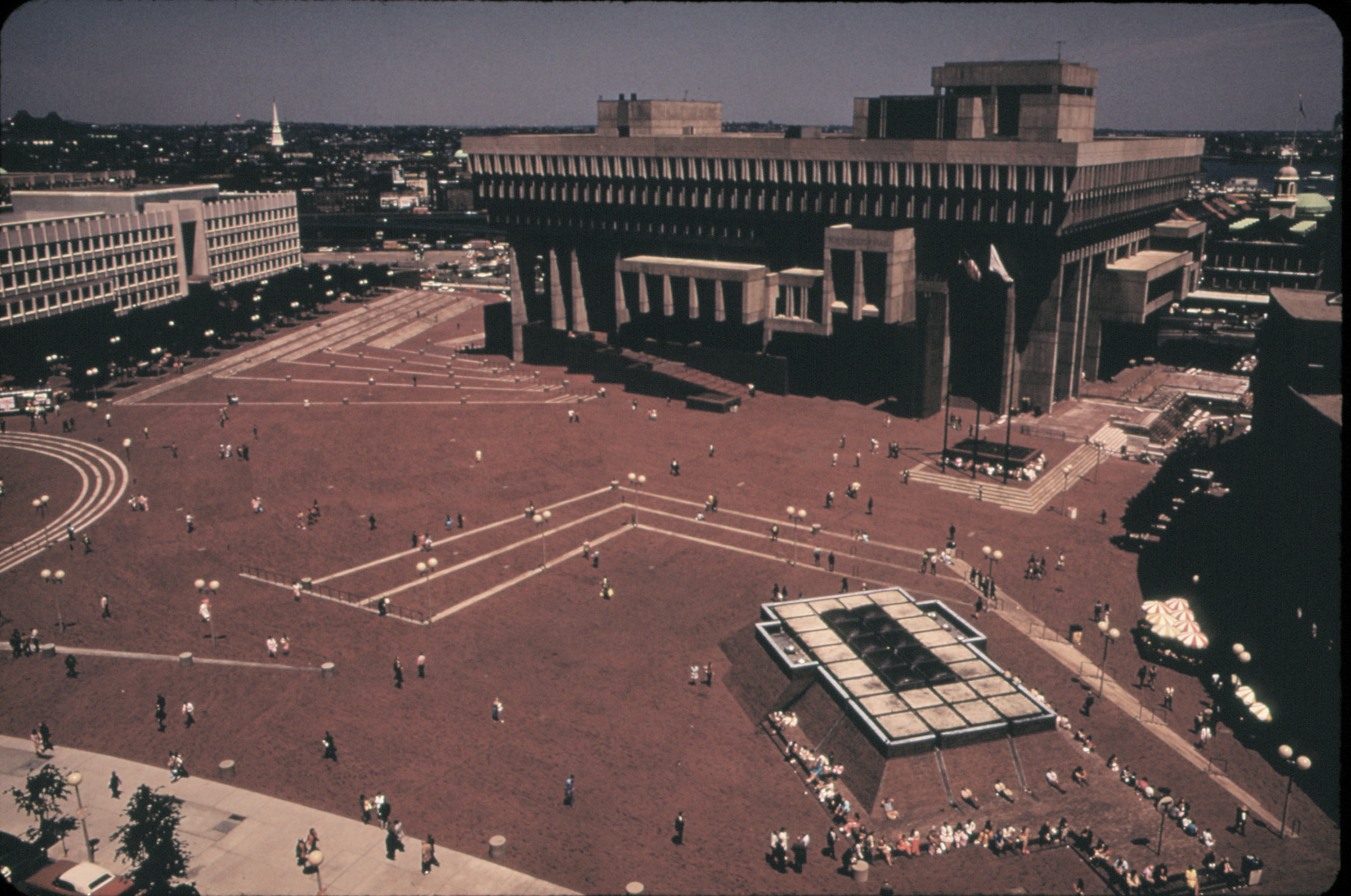
Imagen del ayuntamiento en 1973
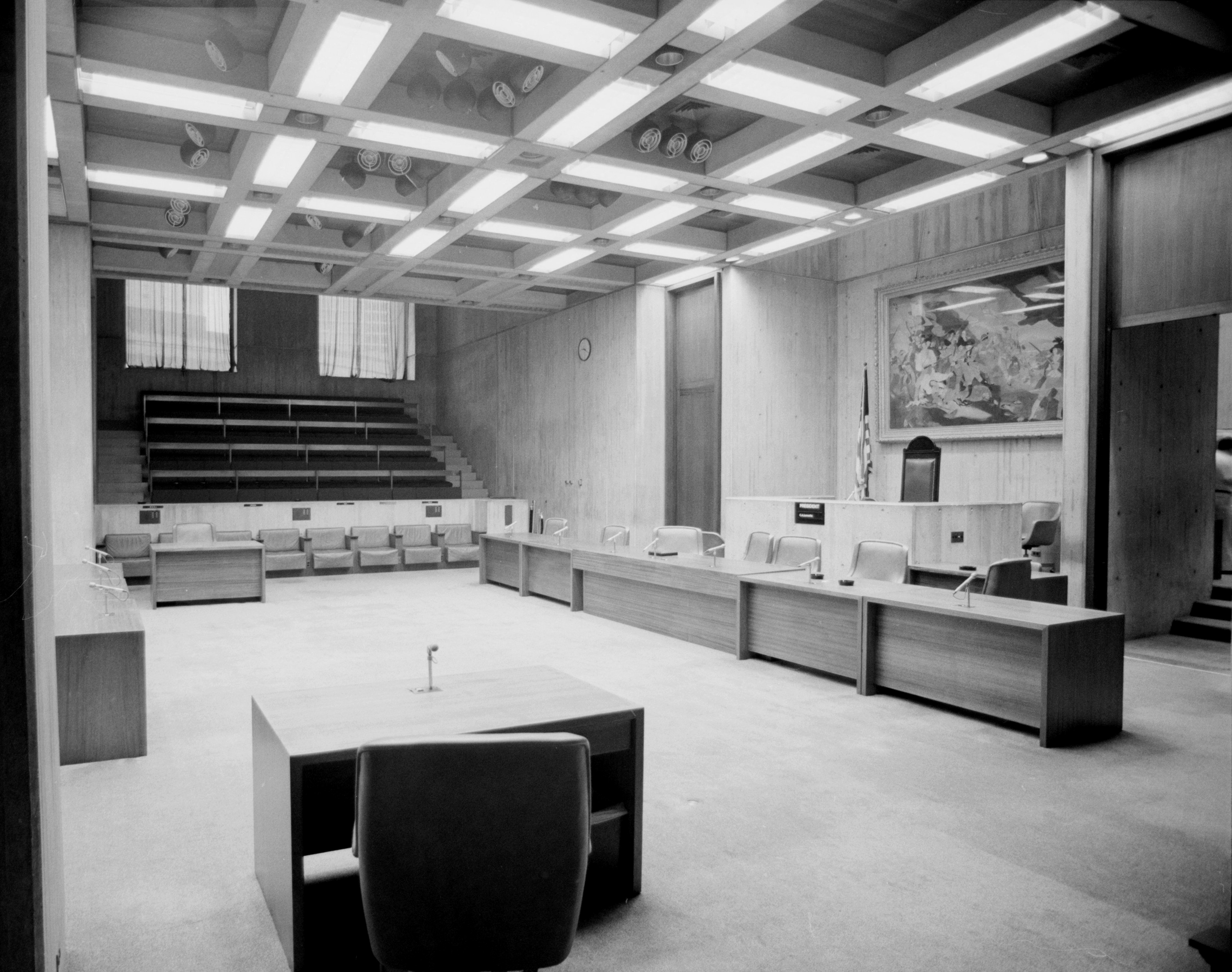
Interior, 1981
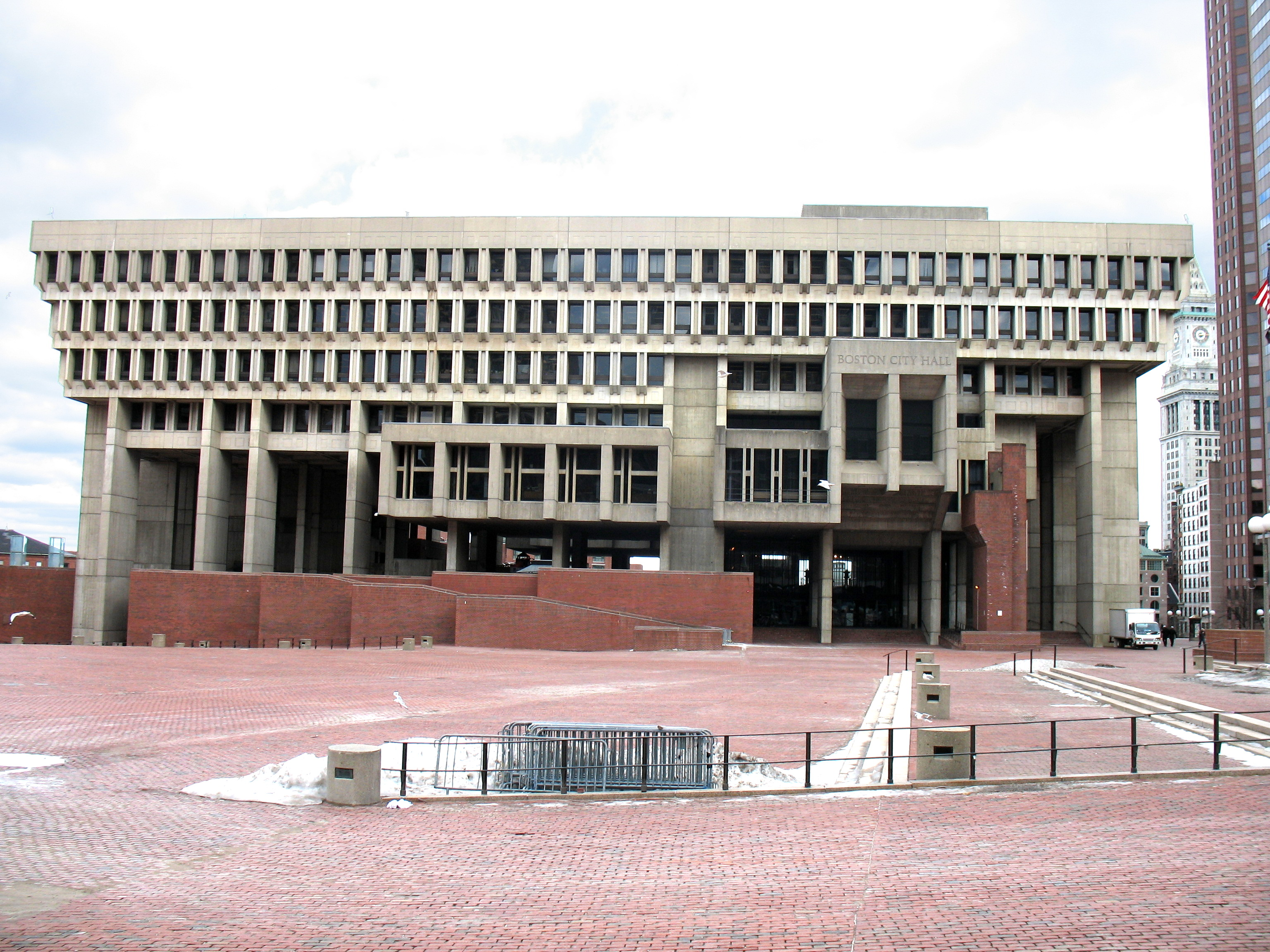
Ayuntamiento de Boston, 2007